# Evangelho segundo Mateus
O Evangelho segundo Mateus (em grego: κατὰ Ματθαῖον εὐαγγέλιον, transl. katá Matthaion euangelion, ou τὸ εὐαγγέλιον κατὰ Ματθαῖον, transl. to euangelion katá Matthaion), comumente abreviado para Evangelho de Mateus, é um dos quatro evangelhos canônicos e é o primeiro livro do Novo Testamento. Este evangelho sinóptico (junto do Evangelho de Marcos e do Evangelho de Lucas) é um relato da vida, ministério, morte e ressurreição de Jesus de Nazaré. Ele detalha a história de sua genealogia até a Grande Comissão.
O Evangelho de Mateus está muito alinhado com o judaísmo do primeiro século e tem sido associado aos evangelhos judaico-cristãos, destacando como Jesus teria cumprido as profecias judaicas. Alguns detalhes da vida de Jesus, especialmente de sua infância, estão relacionados apenas em Mateus. Seu evangelho é o único a mencionar a Igreja ou ecclesia. Mateus também enfatiza a obediência e a preservação da lei bíblica. Uma vez que este evangelho tem prosa ritmada e muitas vezes poética, que ele é adequado para a leitura pública, tornando-se uma escolha popular litúrgica.
Alguns estudiosos acreditam que o Evangelho de Mateus foi composto na parte final do primeiro século por um judeu cristão, o período mais aceitável por evidências históricas é entre a queda de Jerusalém 70 d.C. e de Inácio de Antioquia escrever a Epístola aos Esmirniotas ao redor de 115 d.C., na qual Inácio cita a "parábola das Bodas" de Mt 22 assim como Mt 3:15. Escritos cristãos primitivos diziam que Mateus, o apóstolo, o escreveu em hebraico. Muitos estudiosos hoje acreditam que o Mateus canônico foi originalmente escrito em grego por uma testemunha cujo nome é desconhecido para nós e baseado em fontes como o Evangelho segundo Marcos e na Fonte Q", uma posição conhecida como "prioridade de Marcos". No entanto, alguns estudiosos como Craig Blomberg, um professor especialista em Novo Testamento no Seminário Denver, discordam destas teorias em diversos pontos e defendem que Mateus de fato escreveu o Evangelho.
O Evangelho segundo Mateus pode ser dividido em cinco seções distintas: o Sermão da Montanha (cap. 5, 6 e 7), as Instruções para a missão aos doze apóstolos (cap 10), o Discurso das Parábolas (cap. 13), instruções para a comunidade (18), o Sermão do Monte das Oliveiras (cap. 24-25).
É seguido pelo Evangelho de Marcos, Evangelho de Lucas e Evangelho de João, nessa ordem. Para o uso litúrgico na Igreja Católica Romana, os evangelhos são apresentados desde o Concílio Vaticano II num livro chamado de evangeliário.

## Composição

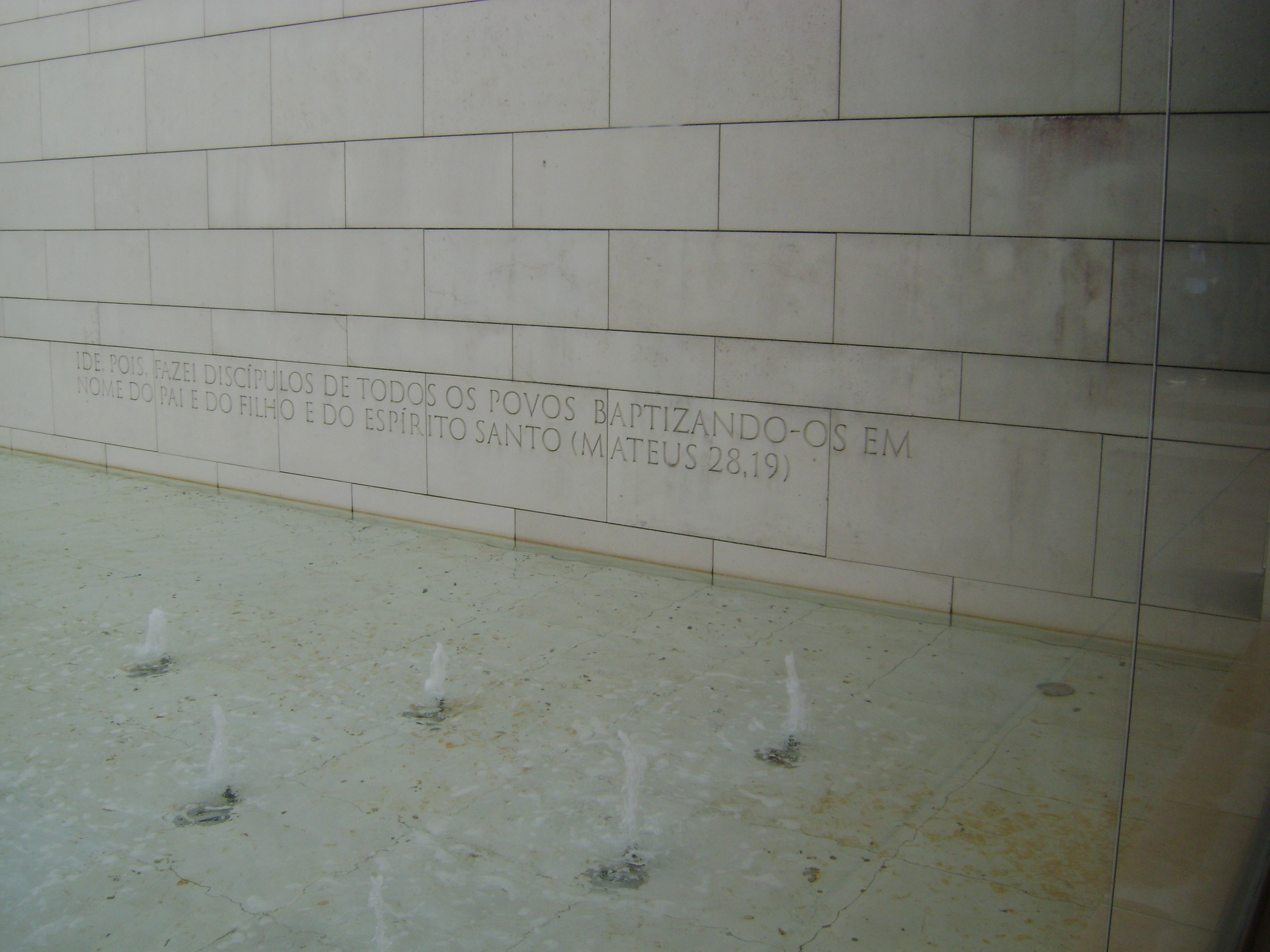
Citação do evangelho de Mateus na Basílica da Santíssima Trindade, (Santuário de Fátima), Portugal

Tradicionalmente, Mateus era visto como o primeiro Evangelho escrito. Os evangelhos são tradicionalmente impressos com Mateus em primeiro lugar porque, segundo Santo Agostinho, era esse o mais antigo (segundo ele, este evangelho teria sido escrito de 50 a 75). Atualmente, a maioria dos estudiosos aceita a tese que defende que o Evangelho de Marcos é o mais antigo dos Evangelhos Canônicos. Em contrapartida, o evangelho de Mateus foi o primeiro dos evangelhos a ser lido publicamente nas comunidades cristãs (o que era sinal de sua aceitação como "literatura sagrada" entre os primeiros cristãos).
Acreditava-se que o Evangelho de Mateus tinha sido composto por Mateus, um discípulo de Jesus. No entanto, os estudiosos do século XVIII questionaram a visão tradicional de composição. Hoje, a maioria dos estudiosos concorda que Mateus não escreveu o Evangelho que leva seu nome, e prefere descrever o autor como um anônimo cristão de origem judaica, escrito no final do primeiro século, embora muitos preveem a possibilidade de conexão indireta com o apóstolo. Estudiosos mais conservadores como Craig Blomberg, Frederick Fyvie Bruce, Gregory A. Boyd acreditam que o apóstolo Mateus realmente escreveu este evangelho, e eles notaram que, como um publicano, Mateus não teria sido uma pessoa ideal para atribuir falsamente um evangelho. Brant Pitre, em seu livro The Case For Jesus The Biblical And Historical Evidence For Christ, por exemplo, nota que não há nenhuma evidência documental que ateste que os Evangelhos, incluindo o de Mateus, sejam anônimos. A grande maioria dos estudiosos acredita que o Evangelho de Mateus foi originalmente composto em grego ("primazia grega") ao invés de aramaico ou hebraico.

### Evangelhos Sinópticos
Os Evangelhos de Marcos, Mateus e Lucas (conhecidos como os Evangelhos sinópticos) incluem muitos dos mesmos episódios, muitas vezes, na mesma sequência, e às vezes até na mesma formulação. A relação do Evangelho de Mateus com o de Marcos e o de Lucas é uma questão em aberto conhecida como o problema sinóptico.
O Evangelho de Mateus contém cerca de 612 versículos dos 662 versículos do Evangelho de Marcos, e principalmente em exatamente a mesma ordem. Mateus, no entanto, muito frequentemente remove ou modifica a partir de frases redundantes ou palavras incomuns de Marcos e modifica as passagens do evangelho de Marcos que possam colocar Jesus em uma luz negativa (por exemplo, remover o comentário altamente crítico que Jesus "está fora de sua mente" em Marcos 3:21, removendo "não te importas" de Marcos 4:38, etc.).
Embora o autor do Evangelho de Mateus tenha escrito de acordo com seus próprios planos e objetivos e do seu próprio ponto de vista, a grande quantidade de sobreposição na estrutura das frases e na escolha das palavras indica que Mateus copiou de outros escritores do Evangelho, ou eles copiaram uns dos outros, ou eles todos copiaram de outra fonte comum. Os problemas sinópticos causaram nos estudiosos do século XVIII questionamentos sobre a visão tradicional de composição.
A visão mais popular na ciência moderna é a hipótese das duas fontes, que especula que Mateus tomou emprestado de Marcos e de uma coleção de ditos hipotéticos chamados fonte Q (de Quelle, alemão que significa "fonte"). Para a maioria dos estudiosos as fontes Q para partes de Mateus e Lucas - às vezes, usa exatamente as mesmas palavras - mas não são encontradas em Marcos. Exemplos desses materiais são as três tentações do Diabo a Jesus, as Bem-Aventuranças, a Oração do Senhor e muitos ditos individuais
A minoria dos estudiosos continua a defender a prioridade de Mateus, com Marcos tomando emprestado de Mateus ("Hipótese agostiniana” e "Hipótese de Griesbach"). Então, em 1911, a Comissão Pontifícia Bíblica afirmou que Mateus foi o primeiro evangelho escrito, que foi escrito pelo evangelista Mateus, e que ele foi escrito em aramaico.

### Hipótese das Quatro Fontes
Em "Os Quatro Evangelhos: Um Estudo das Origens" (1924), Burnett Hillman Streeter argumentou que uma terceira fonte, conhecido como fonte M e também uma fonte hipotética, dizendo que Mateus não tem paralelo em Marcos ou Lucas. Esta hipótese das quatro fontes postula que havia pelo menos quatro fontes do Evangelho de Mateus: o Evangelho de Marcos e três fontes perdidas (Q, M e L).
Segundo essa visão, o primeiro Evangelho é uma combinação das tradições de Jerusalém, Antioquia e Roma, enquanto o terceiro Evangelho representa Cesareia Marítima, Antioquia e Roma.
O fato das fontes de Antioquia e Roma serem reproduzidas pelos dois evangelistas Mateus e Lucas, foi devido à importância dessas Igrejas. Para o pensamento de Streeter não há provas de que as outras fontes sejam menos autênticas. Durante o resto do século XX, havia vários desafios e refinamentos da hipótese de Streeter. Por exemplo, em seu livro de 1953 o Evangelho antes de Marcos, Pierson Parker colocou uma primeira versão de Mateus (Aram. M ou proto-Mateus) como fonte primária.
Parker argumentou que não foi possível separar o material "M" de Streeter do material Mateus em paralelo com Marcos. A opinião consensual dos estudiosos contemporâneos do Novo Testamento é que o Evangelho de Mateus foi originalmente composto em grego e não em hebraico ou aramaico, e que o apóstolo Mateus não escreveu o Evangelho que leva seu nome.

### Testemunho dos Padres da Igreja
- Papias

Este pai apostólico, que foi discípulo do apóstolo João ou do presbítero João, identificou este evangelho como de Mateus, apóstolo do Senhor:
"Mateus compôs sua história [a respeito de Jesus] em dialeto hebraico e cada um traduzia segundo a sua capacidade" (Papias de Hierápolis - História Eclesiástica de Eusébio)
- Ireneu

O bispo de Lyon, na França, declarou o seguinte a respeito deste evangelho e seu autor:
"Mateus, de fato, produziu seu evangelho escrito entre os hebreus no dialeto deles..." (Irineu de Lyon - História Eclesiástica de Eusébio)
- Orígenes

Declara a autoria deste Evangelho a Mateus, conferindo-lhe natureza autoritária:
"Segundo aprendi com a tradição a respeito dos quatro evangelhos, que são os únicos inquestionáveis em toda Igreja de Deus em todo o mundo. O primeiro é escrito de acordo com Mateus, o mesmo que fora publicano, mas depois apóstolo de Jesus Cristo, o qual, tendo-o publicado para os convertidos judeus o escreveu em hebraico" (Orígenes - História Eclesiástica de Eusébio)
- Eusébio

O bispo de Cesareia, que herdou a formação teológica de Orígenes, aceita o testemunho antigo e aprova a autoria de Mateus neste evangelho:
"...de todos os discípulos, Mateus e João são os únicos que nos deixaram comentários escritos e, mesmo eles, foram forçados a isso. Mateus tendo primeiro proclamado o evangelho em hebraico, quando estava para ir também às outras nações, colocou-o por escrito em sua língua natal e assim, por meio de seus escritos, supriu a necessidade de sua presença entre eles." (Eusébio de Cesareia - História Eclesiástica)

### Estudos no século XVIII
Edward Nicholson (1881) seguindo Jerônimo (Em Mattheum 12:13) sustenta que existia entre as comunidades dos Nazarenos e Ebionitas, um evangelho comumente referido como o Evangelho dos Hebreus. Ele foi escrito em aramaico e sua autoria era atribuída a São Mateus. De fato, os Padres da Igreja, enquanto o Evangelho dos hebreus ainda circulava e era lido, sempre se referiam a ele com respeito. Os primeiros Padres da Igreja (Clemente de Alexandria, Irineu, Orígenes, Jerônimo, etc.) todos fizeram suas referências a este evangelho de Mateus.
Bernhard Pick (1882) acredita que o apóstolo Mateus escreveu um relato de testemunha ocular em hebraico, sobre a vida de Jesus, muito antes de qualquer um dos evangelhos canônicos e que este Evangelho dos hebreus era considerado autêntico, realizada em grande consideração pelos primeiros líderes da Igreja e foi a base para evangelhos futuros, incluindo o Evangelho de Mateus na Bíblia.

### Manuscritos Antigos
Os principais manuscritos gregos (unciais) trazem sempre os quatro evangelhos presentes. Os manuscritos que trazem apenas os evangelhos são mais numerosos que os que contêm outras partes do Novo Testamento, portanto, temos mais de 1400 manuscritos gregos dos evangelhos, o que torna o livro de Mateus um dos mais bem documentados da Antiguidade.

## Mateus, o evangelista
Mateus era galileu e filho de Alfeu. Ele recolhia os impostos (publicano) do povo hebreu para Herodes Antipas. Sua Repartição de Finanças era localizada em Cafarnaum, onde ele era desprezado e considerado um pária. No entanto, como era cobrador de impostos, ele teria sido alfabetizado. Foi nesse cenário, que Jesus chamou Mateus para ser um dos doze apóstolos. Seu chamamento foi o único individual registrado nos sinópticos. Depois de seu chamado, Mateus convidou Jesus para sua casa, para uma festa.
Como apóstolo, Mateus seguiu Jesus, e foi uma das testemunhas da Ressurreição e Ascensão. Mateus, junto de Maria, Tiago e outros seguidores mais próximos do Senhor, retirou-se para o Cenáculo, em Jerusalém. Tiago sucedeu a Pedro, como o líder da comunidade de Jerusalém. Fato é que os apóstolos permaneceram em Jerusalém ainda por um bom tempo, e proclamaram que Jesus de Nazaré era o Messias prometido. Esses primeiros judeus cristãos eram chamados de nazarenos. É quase certo que Mateus pertencia a esta comunidade, pois tanto o Novo Testamento quanto o Talmude afirmaram ser isto verdade.
Alguns acreditam que Mateus morreu de morte natural ou na Etiópia ou na Macedónia. No entanto, a Igreja Católica Romana e a Igreja Ortodoxa dizem que ele morreu como um mártir.

## O Evangelho de Mateus
Por conveniência, o Evangelho de Mateus pode ser dividido em quatro seções estruturalmente distintas: Duas seções de introdução, a seção principal, que pode ser ainda dividido em cinco seções, cada uma com uma componente narrativa acompanhada de um longo discurso de Jesus e, finalmente, a seção da Paixão e Ressurreição.
1. Contendo a genealogia, o nascimento e a infância de Jesus (Capítulo 1 e 2).
2. Os discursos e ações de João Batista preparatórias para o ministério público de Cristo. (Capítulo 3 e 4:11)
3. Os discursos e o ministério de Cristo (4:12-26:1).
  1. O Sermão da Montanha, a moral relativa (cap. 5, 6 e 7)
  2. O Discurso Missionário, a respeito da missão que Jesus deu a seus doze apóstolos. (10)
  3. O Discurso das Parábolas, histórias que ensinam sobre o Reino de Deus. (Capítulo 13)
  4. O Discurso sobre a Igreja, sobre as relações entre os discípulos. (18)
  5. O Discurso no Monte das Oliveiras: sobre sua segunda vinda, o julgamento das Nações e fim dos tempos. (24-25)
4. O sofrimento, morte e ressurreição de Jesus, a Grande Comissão. (26-28)